# 837
Évszázadok: 8. század – 9. század – 10. század
Évtizedek: 780-as évek – 790-es évek – 800-as évek – 810-es évek – 820-as évek – 830-as évek – 840-es évek – 850-es évek – 860-as évek – 870-es évek – 880-as évek
Évek: 832 – 833 – 834 – 835 –  836 – 837 – 838 – 839 – 840 – 841 – 842

## Események
- A Halley-üstökös napközelbe kerül. A valaha ismert legkisebb távolságra (4,5 millió km-re) közelíti meg a Földet; csóvája 60 foknyira húzódik szét az égbolton.

### Bizánci Birodalom
- Teophilosz császár nagy sereggel betör az Abbászida Kalifátus határvidékére. A Felső-Eufrátesz vidékén elpusztítja Szozopetre és Arszamoszata városokat, Meliténét pedig megsarcolja.
- Thesszaloniké környékén fellázadnak a szláv szmoljánok.
- Trákia kormányzója megszervezi annak a mintegy tízezer családnak a hajókkal való visszatelepítését, akiket még Krum bolgár kán költöztetett át erőszakkal Trákiából a Dunától északra. A bolgárok hiába hívják segítségül az etelközi magyarokat (akiknek ez az egyik első említése), a visszatelepítési akció sikerrel jár. A bolgárok fővezére, Iszbul megtorlásul betör Makedóniába és elfoglalja Philippit.
- Meghal I. Antóniosz, konstantinápolyi pátriárka. Utóda VII. Ióannész.

### Európa
- Meghal IX. Drest pikt király. Utóda unokatestvére, Eóganan.
- Vikingek dúlják fel a fríziai Walcheren szigetét, megölik a helyi grófot (Hemminget, Harald Klak frankokhoz menekült dán király testvérét) és megsarcolják Dorestad városát. Jámbor Lajos császár a hírre felfüggeszti római útját és sereget küld ellenük.

### Abbászida Kalifátus
- Al-Mutaszim kalifa hadvezére, al-Afsín leveri a perzsa hurramita felkelést és elfogja vezérüket, Bábakot.

## Születések
- Al-Muntaszir, abbászida kalifa
- I. Balduin, flamand gróf
- Ibn Duraid, arab költő, nyelvtudós

## Halálozások
- I. Antóniosz, konstantinápolyi pátriárka
- IX. Dreszt, pikt király
- I. Giovanni Participazio, velencei dózse
- Hugó, tours-i gróf

## Fordítás
- Ez a szócikk részben vagy egészben  a(z)   837 című angol Wikipédia-szócikk ezen változatának fordításán alapul.  Az eredeti cikk szerkesztőit annak laptörténete sorolja fel. Ez a jelzés csupán a megfogalmazás eredetét és a szerzői jogokat jelzi, nem szolgál a cikkben szereplő információk forrásmegjelöléseként.